# Emporis Skyscraper Award
L’Emporis Skyscraper Award è un premio per l'eccellenza architettonica per quanto riguarda la progettazione degli edifici e la loro funzionalità.
Il premio viene consegnato ogni anno da Emporis all'edificio che rappresenta il "Miglior nuovo grattacielo per design e funzionalità". Per qualificarsi, gli edifici nominati devono essere stati completati durante l'anno del premio e devono essere alti almeno 100 metri. Il premio per ogni anno viene annunciato il seguente gennaio e viene solitamente presentato alla primavera o all'estate successiva. Per gli anni precedenti al 2000, il premio era noto come Skyscrapers.com Award.

## Vincitori del premio Emporis Skyscraper
| Anno | Primo posto              | Primo posto | Primo posto     | Secondo posto         | Secondo posto | Secondo posto     | Terzo posto                       | Terzo posto | Terzo posto |
| Anno | Edificio                 | Edificio    | Città           | Edificio              | Edificio      | Città             | Edificio                          | Edificio    | Città       |
| ---- | ------------------------ | ----------- | --------------- | --------------------- | ------------- | ----------------- | --------------------------------- | ----------- | ----------- |
| 2000 | Sofitel New York Hotel   |             | New York        | –                     | –             | –                 | –                                 | –           | –           |
| 2001 | One Wall Centre          |             | Vancouver       | Millennium Point      |               | New York          | Plaza 66                          |             | Shanghai    |
| 2002 | Kingdom Centre           |             | Riyadh          | Post Tower            |               | Bonn              | 111 Huntington Avenue             |             | Boston      |
| 2003 | 30 St Mary Axe           |             | Londra          | Highcliff             |               | Hong Kong         | Skybridge                         |             | Chicago     |
| 2004 | Taipei 101               |             | Taipei          | Torre Agbar           |               | Barcellona        | World Tower                       |             | Sydney      |
| 2005 | Turning Torso            |             | Malmö           | Q1                    |               | Gold Coast        | Montevideo Tower                  |             | Rotterdam   |
| 2006 | Hearst Tower             |             | New York        | The Wave              |               | Gold Coast        | Eureka Tower                      |             | Melbourne   |
| 2007 | Het Strijkijzer          |             | L'Aia           | Newton Suites         |               | Singapore         | Ontario Tower                     |             | Londra      |
| 2008 | Mode Gakuen Cocoon Tower |             | Tokyo           | Boutique Monaco       | –             | Seoul             | Shanghai World Financial Center   |             | Shanghai    |
| 2009 | Aqua                     |             | Chicago         | O-14                  | –             | Dubai             | The Met                           |             | Bangkok     |
| 2010 | Hotel Porta Fira         |             | Barcelona       | Burj Khalifa          |               | Dubai             | Tour CMA CGM                      |             | Marsiglia   |
| 2011 | 8 Spruce Street          |             | New York        | Al Hamra Tower        |               | Kuwait City       | Etihad Towers                     |             | Abu Dhabi   |
| 2012 | Absolute World           |             | Mississauga     | Al Bahr Towers        |               | Abu Dhabi         | Burj Qatar                        |             | Doha        |
| 2013 | The Shard                |             | London          | DC Tower 1            |               | Vienna            | Sheraton Huzhou Hot Spring Resort |             | Huzhou      |
| 2014 | Wangjing SOHO            |             | Pechino         | Bosco Verticale       |               | Milano            | Tour D2                           |             | Courbevoie  |
| 2015 | Shanghai Tower           |             | Shanghai        | Evolution Tower       |               | Mosca             | Torre Isozaki                     |             | Milano      |
| 2016 | VIA 57 West              |             | New York        | Torre Reforma         |               | Città del Messico | Oasia Hotel Downtown              |             | Singapore   |
| 2017 | Lotte World Tower        |             | Seul            | Torre Hadid           |               | Milano            | 150 North Riverside               |             | Chicago     |
| 2018 | MGM Cotai                |             | Macao           | Torre La Marseillaise | -             | Marsiglia         | The Scalpel                       |             | Londra      |
| 2019 | Lachta-centr             |             | San Pietroburgo | Leeza SOHO            |               | Pechino           | 35 Hudson Yards                   |             | New York    |
| 2020 | Crown Sydney             |             | Sydney          | Telus Sky             |               | Calgary           | One Vanderbilt                    |             | New York    |
| 2021 | Valley Amsterdam         |             | Amsterdam       | 111 West 57th Street  |               | New York          | NV Tower                          | -           | Sofia       |